# Stimmkarte
Eine Abstimmungskarte oder Stimmkarte dient der Stimmabgabe bei offenen, namentlichen Abstimmungen. Sie dient der Dokumentation der Prüfung der Stimmberechtigung und der vereinfachten Auszählung. Sie wird personenbezogen ausgegeben und ggf. mit Aufschrift, Symbol oder Farbe für „Ja“, „Nein“, „Enthaltung“ versehen. Sie ist nicht mit dem Stimmzettel zu verwechseln.

## Stimmkarten in der Politik

### Stimmkarten in Parlamenten
In Deutschland wurden Abstimmungskarten 1902 im Deutschen Reichstag eingeführt, um bei Verhandlungen über Zolltarife die Abstimmungsdauer zu verkürzen und Blockaden zu vermeiden. Sie waren blau (ja), rot (nein) und weiß (Enthaltung). Das Vorgehen war in § 105 der Geschäftsordnung für den Reichstag (GORT) festgelegt.
Bei Abstimmungen im Deutschen Bundestag werden seit 1950 Stimmkarten in den gleichen Farben verwendet, die mit dem Namen des abstimmenden Parlamentariers bedruckt sind. Der Abgeordnete wirft sie zur Abstimmung in eine Wahlurne ein. Sie haben eine Größe von 8 × 4,5 cm und enthalten zusätzlich eine Aufschrift mit dem Text „Ja“, „Nein“ oder „Enthalte mich“ sowie einen Barcode. Das Vorgehen ist in § 52 der Geschäftsordnung für den Bundestag (GOBT) festgelegt.
Abstimmungskarten werden in den deutschen Landesparlamenten und bei Versagen der elektronischen Abstimmungsmöglichkeit in der französischen Nationalversammlung verwendet.

### Stimmkarten auf Parteitagen

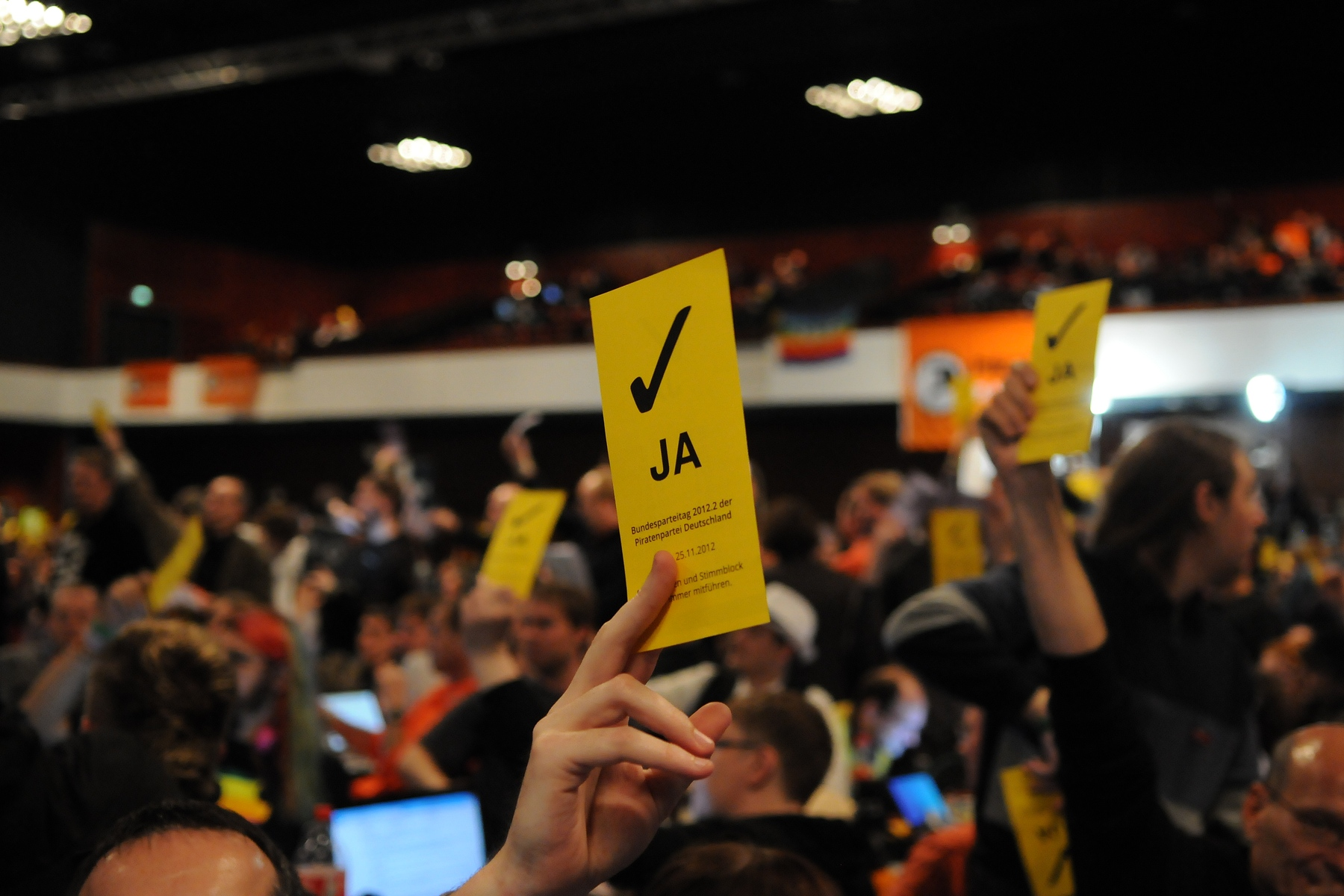
Stimmkarte bei einem Parteitag

Stimmkarten werden auch auf Parteitagen eingesetzt. Die Delegierten/Mitglieder werden von der „Mandatsprüfungs- und Stimmzählkommission“ daraufhin überprüft, ob sie Mitglied / gewählter Delegierter sind, der Mitgliedsbeitrag gezahlt wurde (oder was auch immer die Satzung an Voraussetzungen vorschreibt) und gibt danach die Stimmkarte aus. Offene Abstimmungen werden dann durch Hochhalten der Stimmkarte gemacht. Das ist insbesondere dann wichtig, wenn es unterschiedliche Stimmrechte gibt. Vor einer Bundestagswahl finden beispielsweise Kreisdelegiertenversammlungen statt (die die Delegierten zum Landesparteitag wählt, auf der die Landesliste beschlossen wird) und Wahlkreisdelegiertenversammlung, auf denen der Direktkandidat gewählt wird. Da die Wahlkreise und die Landkreise meist nicht deckungsgleich sind, sind manche Delegierte beim einen und nicht beim anderen abstimmberechtigt. Um auf einen Blick zu erkennen, wer welche Stimmberechtigung hat, werden Stimmkarten unterschiedlicher Farbe ausgegeben.

## Stimmkarten in der Wirtschaft
Auf Hauptversammlungen von großen Aktiengesellschaften ergibt sich die Notwendigkeit, das Stimmverhalten der Aktionäre zu ermitteln. Da die Stimmzahl sich aus der Zahl der gehaltenen Aktien ergibt, sind Abstimmungen per Handzeichen nicht ausreichend.
Daher erhält jeder Aktionär Stimmkarten (die vielfach auch Einlasskarten sind), die personalisiert sind, d. h. die Zahl der Stimmrechte enthalten. Bei großen Publikumsgesellschaften sind diese Stimmkarten meist maschinenlesbar (über Barcodes o. ä.).

## Verwandte Themen
Seit der Antike ist das Verfahren der Kugelung in Verwendung: Die Stimmabgabe erfolgt durch Kugeln, die in Urnen für Ja, Nein oder Enthaltung geworfen werden. Der Unterschied zu Stimmkarten ist die fehlende Personalisierung der Stimmabgabe.
Ebenfalls ein verwandtes Thema ist der Wahlschein. Dieser wird bei geheimen Abstimmungen verwendet, um sicherzustellen, dass jeder Wähler nur eine Stimme abgibt. Der Wahlschein ist genauso wie die Stimmkarte personalisiert. Der eigentliche Stimmzettel wird allerdings (z. B. bei einer Briefwahl) getrennt vom Wahlschein ausgewertet.